# Jilin
Jilin (en chino, 吉林; pinyin, Jílínⓘ) es una provincia de la República Popular China. Su capital es Changchun. Ubicada al noreste del país, limita con Heilongjiang, Rusia, Corea del Norte, Liaoning y Mongolia Interior.
El nombre «Jilin» probablemente proviene de «Jilin wula» (T: 吉林烏拉 / S: 吉林乌拉), la transcripción en chino del término manchú «girin ula», «a lo largo del río». El significado literal en chino es «Bosque de la Suerte». El nombre fue transliterado como «Kirin» antes de la normalización que supuso el pinyin.

## Historia
En la Antigüedad en Jilin habitaron varios pueblos, como los mohe y los wuji. El reino de Balhae (Bohai en chino) fue establecido en la zona desde el año 698 hasta el 926. La región cayó entonces sucesivamente en manos de la dinastía Liao de los kitán, la dinastía Jin de los yurchen y la dinastía Yuan de los mongoles. Durante la dinastía Qing gran parte de la zona estaba bajo el control del general de Jilin, que gobernaba hasta el mar del Japón, abarcando gran parte del actual sujeto ruso del krai de Primorie. En esa época la inmigración han estaba estrictamente controlada, situación que cambió tras la cesión a Rusia del krai de Primorie. El Gobierno de la dinastía Qing comenzó a abrir entonces la zona a los inmigrantes han, la mayoría de los cuales procedían de Shandong, y a comienzos del siglo XX eran la etnia dominante en la región.
En 1932, la zona fue incorporada al estado títere japonés de Manchukuo, con capital en Changchun, que actualmente lo es de Jilin. Tras la derrota del Japón en 1945, la región, junto con el resto de Manchuria, fue entregada por los soviéticos a los comunistas chinos, que la transformaron en la plataforma desde la que ocuparon el resto de China.
En 1949, la provincia de Jilin era más pequeña, abarcando solo los alrededores de Changchun y Ciudad Jilin, donde estaba la capital, mientras que aquella era una municipalidad independiente. En los años cincuenta, la provincia se amplió hasta su extensión actual. Durante la Revolución Cultural se amplió de nuevo para incluir parte de Mongolia Interior, hasta la frontera con Mongolia, aunque estos cambios volvieron posteriormente a la situación anterior. En los últimos tiempos, junto con el resto del Noreste de China, donde se asienta la industria pesada del país, la provincia se ha enfrentado a dificultades económicas debido a las privatizaciones, lo que ha llevado al Gobierno central a emprender la campaña «Reactivación del Nordeste».

## Geografía
La zona de mayor altitud de Jilin se encuentra al sureste. Desde allí desciende suavemente hacia el noroeste. En las montañas Changbai, en la zona suroriental, está la cima más alta de la provincia, el monte Baiyun (2 691 metros). Otras cadenas montañosas son Jilinhada, Zhang Guangcai y Longgang.
En Jilin hay varias cuencas fluviales: las de los ríos Yalu y Tumen (que forman la frontera entre China y Corea del Norte) en el suroeste, las de varios afluentes del río Liao en la frontera meridional y las de los ríos Songhua y Nen, que desembocan en el Amur.
El clima es continental monzónico con inviernos largos y muy fríos y veranos cortos y cálidos. La temperatura media del mes de enero oscila entre los -20 °C y los -14 °C. Las precipitaciones son escasas, con una media de 350-1000 mm.Río Tumen

## Economía
La agricultura de la región produce básicamente arroz, sorgo y maíz. El arroz se cultiva principalmente en la parte oriental (prefectura de Yanbián). En las montañas de Changbai se obtiene madera. Destaca también la cría de ovejas, sobre todo en el extremo oeste de la provincia (Baicheng). También produce tierra de diatomeas, wollastonita y molibdeno.
Las industrias principales son las dedicadas a la fabricación de automóviles, trenes y aleaciones de hierro. 
El producto nacional bruto nominal en 2004 fue de 295 800 millones de yuan (36 690 millones de dólares, vigésima provincia del país). La renta per cápita fue de 9350 yuan (1130 dólares).

## Demografía
En Jilin habitan chinos han, coreanos, manchúes, hui, mongoles y xibei. La mayor parte de los miembros de la etnia coreana reside en la prefectura autónoma coreana de Yanbian.
| Grupos étnicos de Jilin, censo de 2000 | Grupos étnicos de Jilin, censo de 2000 | Grupos étnicos de Jilin, censo de 2000 |
| Nacionalidad | Población                              | Porcentaje                             |
| --- | -------------------------------------- | -------------------------------------- |
| Han | 24 348 815                             | 90.85 %                                |
| Coreana | 1 145 688                              | 4.27 %                                 |
| Manchú | 993 112                                | 3.71%                                  |
| Mongol | 172 026                                | 0.642 %                                |
| Hui | 125 620                                | 0.469 %                                |
| No incluye a los miembros del Ejército Popular de Liberación (EPL) en servicio activo. Fuente: Departamento de Estadística de Población, Social, Científica y Tecnológica de la Oficina Nacional de Estadística de China (国家统计局人口和社会科技统计司); Departamento de Desarrollo Económico de la Comisión Estatal China de Asuntos Étnicos (国家民族事务委员会经济发展司), eds. (2003). 《2000年人口普查中国民族人口资料》 [Tabulación de Nacionalidades del censo de población de 2000 de China] (en chino). 2 vols. Beijing: Editorial de las Nacionalidades (民族出版社). ISBN 7-105-05425-5. OCLC 56086617. |                                        |                                        |

## Turismo
En Changchún está el palacio de Puyi, el último emperador, llamado el Palacio del Emperador Títere (伪皇宫 weihuanggong).
En Jilin es célebre el fenómeno de los árboles de escarcha, en invierno: las aguas del río Songhua se evaporan por efecto del calentamiento que sufren tras salir de una central hidroeléctrica y el vapor se congela sobre las ramas de los árboles.
Los yacimientos y tumbas de Goguryeo encontrados en Ji'an, Jilin, han sido nombrados Patrimonio de la Humanidad por la Unesco. 
Las montañas Changbai, sobre todo el Tianchi (Estanque Celestial), en la frontera con Corea del Norte, son un popular destino de vacaciones por sus escenarios naturales, la mayor reserva natural del país.
Las tumbas reales de la montaña Longtou, incluyendo el mausoleo de la princesa Zhenxiao, son de la época del reino de Balhae y se encuentran en la prefectura de Yanbián.

## División administrativa
Jilin está formada por ocho ciudades de nivel de prefectura y una prefectura autónoma: 
| Mapa | #         | Nombre           | Hanzi                        | Hanyu Pinyin        | Tipo |
| ---- | --------- | ---------------- | ---------------------------- | ------------------- | ---- |
|      |           |                  |                              |                     |      |
| 1    | Changchun | 长春市           | Chángchūn Shì                | Ciudad-prefectura   |      |
| 2    | Baicheng  | 白城市           | Báichéng Shì                 | Ciudad-prefectura   |      |
| 3    | Baishan   | 白山市           | Báishān Shì                  | Ciudad-prefectura   |      |
| 4    | Jilin     | 吉林市           | Jílín Shì                    | Ciudad-prefectura   |      |
| 5    | Liaoyuan  | 辽源市           | Liáoyuán Shì                 | Ciudad-prefectura   |      |
| 6    | Siping    | 四平市           | Sìpíng Shì                   | Ciudad-prefectura   |      |
| 7    | Songyuan  | 松原市           | Sōngyuán Shì                 | Ciudad-prefectura   |      |
| 8    | Tonghua   | 通化市           | Tōnghuà Shì                  | Ciudad-prefectura   |      |
| 9    | Yanbian   | 延边朝鲜族自治州 | Yánbiān Cháoxiǎnzú Zìzhìzhōu | Prefectura autónoma |      |

Véase también Divisiones administrativas de Jilin (listado completo de las divisiones de nivel de distrito).
Ciudades principales:
- Changchun
- Jilin
- Siping
- Liaoyuan
- Tonghua
- Yanji